# Listă de filme thriller înainte de 1940
Aceasta este o listă de filme thriller lansate înainte de anul 1940.
| 1926                         |                                     |                                                                    |                                                                                    |                 |
| The Bat                      | Roland West                         | Tullio Carminatti, Charles Herzinger, Jewel Carmen, Louise Fazenda | Statele Unite ale Americii                                                         | [ 1 ]           |
| The Bells                    | James Young                         | Gustav von Seyffertitz, E. Alyn Warren                             | Statele Unite ale Americii                                                         | [ 2 ]           |
| The Lodger                   | Alfred Hitchcock                    | Ivor Novello                                                       | Regatul Unit al Marii Britanii și al Irlandei de Nord                              | [ 3 ]           |
| 1928                         |                                     |                                                                    |                                                                                    |                 |
| Spies                        | Fritz Lang                          | Rudolf Klein-Rogge, Gerda Maurus, Lien Deyers, Craighall Sherry    | Germania                                                                           | [ 4 ]           |
| 1929                         |                                     |                                                                    |                                                                                    |                 |
| Blackmail                    | Alfred Hitchcock                    | Anny Ondra, Sara Allgood, Charles Paton                            | Regatul Unit al Marii Britanii și al Irlandei de Nord                              | [ 5 ]           |
| 1930                         |                                     |                                                                    |                                                                                    |                 |
| The Bat Whispers             | Roland West                         | Spencer Charters, Chester Morris, Una Merkel                       | Statele Unite ale Americii                                                         | [ 6 ]           |
| 1931                         |                                     |                                                                    |                                                                                    |                 |
| Charlie Chan Carries On      | Hamilton MacFadden                  | Warner Oland, John Garrick, Marguerite Churchill                   | Statele Unite ale Americii                                                         | Crime thriller  |
| M                            | Fritz Lang                          | Peter Lorre, Ellen Widmann, Inge Landgut, Gustaf Gründgens         | Germania                                                                           | [ 8 ]           |
| 1932                         |                                     |                                                                    |                                                                                    |                 |
| Freaks                       | Tod Browning                        | Wallace Ford, Leila Hyams, Olga Baclanova                          | Statele Unite ale Americii                                                         | [ 9 ]           |
| The Most Dangerous Game      | Irving Pichel, Ernest B. Schoedsack | Joel McCrea, Fay Wray, Leslie Banks                                | Statele Unite ale Americii                                                         | [ 10 ]          |
| Number 17                    | Alfred Hitchcock                    | Leon M. Lion, Anne Grey, Donald Calthrop                           | Regatul Unit al Marii Britanii și al Irlandei de Nord                              | [ 11 ]          |
| Rome Express                 | Walter Forde                        | Conrad Veidt, Esther Ralston, Joan Barry                           | Regatul Unit al Marii Britanii și al Irlandei de Nord                              | [ 12 ]          |
| Tangled Destinies            | Frank Strayer                       | Lloyd Whitlock, Doris Hill, Glenn Tryon                            | Statele Unite ale Americii                                                         | [ 13 ]          |
| Thirteen Women               | George Archainbaud                  | Irene Dunne, Myrna Loy, Ricardo Cortez                             | Statele Unite ale Americii                                                         | [ 14 ]          |
| 1933                         |                                     |                                                                    |                                                                                    |                 |
| Charlie Chan's Greatest Case | Hamilton MacFadden                  | Warner Oland, Heather Angel, Roger Imhof                           | Statele Unite ale Americii                                                         | Crime thriller  |
| 1934                         |                                     |                                                                    |                                                                                    |                 |
| Charlie Chan in London       | Eugene J. Forde                     | Warner Oland, Drue Leyton, Douglas Walton                          | Statele Unite ale Americii                                                         | Crime thriller  |
| The Man Who Knew Too Much    | Alfred Hitchcock                    | Leslie Banks, Edna Best, Peter Lorre                               | Regatul Unit al Marii Britanii și al Irlandei de Nord                              | [ 17 ]          |
| The Thin Man                 | W.S. Van Dyke                       | William Powell, Myrna Loy                                          | Statele Unite ale Americii                                                         | [ 18 ]          |
| 1935                         |                                     |                                                                    |                                                                                    |                 |
| The 39 Steps                 | Alfred Hitchcock                    | Robert Donat, Madeleine Carroll                                    | Regatul Unit al Marii Britanii și al Irlandei de Nord                              | [ 19 ]          |
| Mad Love                     | Karl W. Freund                      | Peter Lorre, Frances Drake, Colin Clive                            | Statele Unite ale Americii                                                         | [ 20 ]          |
| 1936                         |                                     |                                                                    |                                                                                    |                 |
| After the Thin Man           | W.S. Van Dyke                       | William Powell, Myrna Loy                                          | Statele Unite ale Americii                                                         | Comedy thriller |
| Black Gold                   | Russell Hopton                      | Frankie Darro, LeRoy Mason, Gloria Shea                            | Statele Unite ale Americii                                                         | Crime thriller  |
| The Invisible Ray            | Lambert Hillyer                     | Bela Lugosi, Frances Drake, Frank Lawton                           | Statele Unite ale Americii                                                         | [ 23 ]          |
| Sabotage                     | Alfred Hitchcock                    | Sylvia Sidney, Oscar Homolka, Desmond Tester                       | Regatul Unit al Marii Britanii și al Irlandei de Nord · Statele Unite ale Americii | [ 24 ]          |
| 1937                         |                                     |                                                                    |                                                                                    |                 |
| L'alibi                      | Pierre Chenal                       | Louis Jouvet, Erich von Stroheim, Albert Préjean                   | Franța                                                                             | [ 25 ]          |
| Love From a Stranger         | Rowland V. Lee                      | Ann Harding, Basil Rathbone, Binnie Hale                           | Regatul Unit al Marii Britanii și al Irlandei de Nord                              | [ 26 ]          |
| Night Must Fall              | Richard Thorpe                      | Robert Montgomery, Rosalind Russell                                | Statele Unite ale Americii                                                         | [ 27 ]          |
| Young and Innocent           | Alfred Hitchcock                    | Nova Pilbeam, Derrick de Marney, Percy Marmont                     | Regatul Unit al Marii Britanii și al Irlandei de Nord                              | [ 28 ]          |
| 1938                         |                                     |                                                                    |                                                                                    |                 |
| They Drive by Night          | Arthur B. Woods                     | Emlyn Williams, Ernest Thesiger, Anna Konstam                      | Regatul Unit al Marii Britanii și al Irlandei de Nord                              | [ 29 ]          |
| The Lady Vanishes            | Alfred Hitchcock                    | Margaret Lockwood, Michael Redgrave, Paul Lukas                    | Regatul Unit al Marii Britanii și al Irlandei de Nord                              | [ 30 ]          |
| 1939                         |                                     |                                                                    |                                                                                    |                 |
| Another Thin Man             | W.S. Van Dyke                       | William Powell, Myrna Loy                                          | Statele Unite ale Americii                                                         | [ 31 ]          |
| Clouds over Europe           | Tim Whelan, Sr.                     | Laurence Olivier, Ralph Richardson, Valerie Hobson                 | Regatul Unit al Marii Britanii și al Irlandei de Nord                              | [ 32 ]          |
| Exile Express                | Otis M. Garrett                     | Anna Sten, Alan Marshal, Jerome Cowan                              | Statele Unite ale Americii                                                         | [ 33 ]          |
| The Human Monster            | Walter Summers                      | Bela Lugosi, Hugh Williams, Great Gynt                             | Regatul Unit al Marii Britanii și al Irlandei de Nord                              | [ 34 ]          |